# Lilium wallichianum

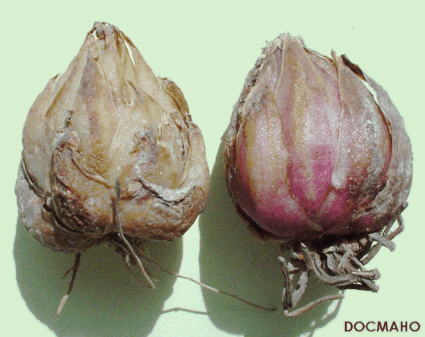
Bulbo da Lilium wallichianume.

Lilium wallichianum é uma espécie de lírio.
A planta é nativa da região do Himalaia, com ocorrências na Índia (estados de Uttar Pradesh e Siquim), Nepal, Butão e Myanmar.